# Elmedin Kikanović
Elmedin Kikanović, né le 2 septembre 1988, à Tuzla, dans la République socialiste de Bosnie-Herzégovine, est un joueur bosnien de basket-ball. Il évolue au poste de pivot. 

## Biographie
Le 3 mai 2015, il signe à Nancy.
En mai 2018, Kikanović est élu dans l'équipe-type de la Ligue des champions avec le MVP Manny Harris, D. J. Kennedy, Louis Labeyrie et Ovie Soko. Monaco perd en finale de cette compétition contre l'AEK Athènes.
Le 25 février 2020, Kikanović quitte le club turc d'OGM Ormanspor (en) et revient à l'AS Monaco.

## Palmarès
- Champion du Liban : 2023, 2024
- Coupe du Qatar : 2024
- Médaille d'or à la Ligue des champions d'Asie 2024
- Médaille d'or à la Ligue d'Asie de l'Ouest 2024
- Médaille d'or à la Super Ligue d'Asie de l'Ouest 2024
- Leaders Cup 2018